# Komenda Wojewódzka Straży Granicznej w Brześciu
Poleska Komenda Wojewódzka Straży Granicznej – organ dowodzenia Straży Granicznej w II Rzeczypospolitej w latach 1922 – 1923.

## Formowanie i zmiany organizacyjne
Wykonując postanowienia uchwały Rady Ministrów z 23 maja 1922 roku o powołaniu Straży Granicznej, Minister Spraw Wewnętrznych z dniem 1 września 1922 wprowadził w formacji nową organizację wewnętrzną. Ostatecznie nazwę „Baony Celne” na „Straż Graniczną” zmieniono rozkazem Ministra Spraw Wewnętrznych z 9 listopada 1922 roku. Granicę wschodnią podzielono na odcinki wojewódzkie. Komendy wojewódzkie Straży Granicznej przyjęły nazwy województw. Komendant podlegał w sprawach służby granicznej wojewodzie, a pod względem dyscyplinarnym, administracyjnym i regulaminowym głównemu komendantowi Straży Granicznej. Komendantom wojewódzkim za pośrednictwem komend powiatowych podlegały wszystkie bataliony Straży Granicznej stacjonujące w obrębie województwa.
Komenda Główna Straży Granicznej wyznaczyła z dniem 1 września 1922 roku obsadę personalną Komendy Wojewódzkiej Straży Granicznej w Brześciu.
Zgodnie z rozkazem GK SG L.7644/tj. z 20 października 1922, z dniem 19 grudnia 1922 komenda Wojewódzka SG przeniesiona została z Brześcia do Łachwy.
Z dniem 10 lipca 1923 została zlikwidowana Poleska Komenda Wojewódzka Straży Granicznej.

## Kadra komendy wojewódzkiej
Stan na dzień 1 września 1922:
- komendant – płk piech. Stefan Przyłucki[a]
- zastępca komendanta – kpt. żand. Karol Pulda
- oficer do specjalnych zleceń – kpt. Piotr Koncewicz
- oficer ordynansowy – por. Ludwik Szymański

## Struktura organizacyjna
Dyslokacja według stanu na dzień 1 grudnia 1922
- Komenda wojewódzka w Brześciu
- Komenda Powiatowa Straży Granicznej w Łunińcu
  - 1 batalion Straży Granicznej – Łachwa
  - 37 batalion Straży Granicznej – Wielki Różan
  - 40 batalion Straży Granicznej – Miklaszewicze
- Komenda Powiatowa Straży Granicznej w Sarnach
  - 19 batalion Straży Granicznej – Ozdamicze
  - 24 batalion Straży Granicznej – Rokitno